# Сухарева башня
Су́харева башня — памятник русской гражданской архитектуры, построенный в 1695 году в Москве по проекту Михаила Чоглокова на пересечении Садового кольца, Сретенки и 1-й Мещанской улицы (ныне проспект Мира). Была разрушена в 1934 году в рамках Генеральной реконструкции Москвы. Образец сооружения в стиле «московского барокко». Имеются планы восстановления башни на старом фундаменте или неподалёку от её прежнего места.

## История

### Строительство
В конце XVII века у Сретенских ворот находился стрелецкий полк Лаврентия Панкратьевича Сухарева. Когда Пётр I в 1689 году бежал в Троице-Сергиеву лавру от царевны Софьи, желающей свергнуть младшего брата с престола, полк последовал за ним. По одной версии, Сухарева башня была построена указом Петра в 1692—1695 годах в награду за их верную службу. По другой версии, он решил таким образом ознаменовать своё избавление от грозившей ему опасности. Проект был разработан Михаилом Чоглоковым, строителем Арсенала в Кремле. Башню возводили в два этапа. Сначала построили два первых яруса: перестроенные в камне Сретенские ворота и палаты над ними. В одной из них, которая называлась «рапирной», обучали фехтованию. В других палатах располагалась «полковая изба» стрельцов Сухарева. Над перекрытием находился постамент шатра, на нём — боевые часы. Постамент украшали четыре остроконечные башенки, похожие по форме на надстройки Троицкой и Спасской башен Кремля. Позади ворот, по направлению к 1-й Мещанской улице, к башне была пристроена часовня с кельями, отданная в ведение Перервинского монастыря.
В 1697—1701 годах, когда Пётр I вернулся из Европы, башню реконструировали и выстроили третий ярус. С востока было пристроено крыльцо в два лестничных марша. После окончания строительства здание достигло 64 метров в высоту и 40 метров в ширину. Считается, что архитектура башни была позаимствована у ратуш в Голландии или Германии. Её общий вид должен был напоминать корабль с мачтой: галереи второго яруса образовывали верхнюю палубу, восточная сторона — нос, а западная — корму.

### Использование

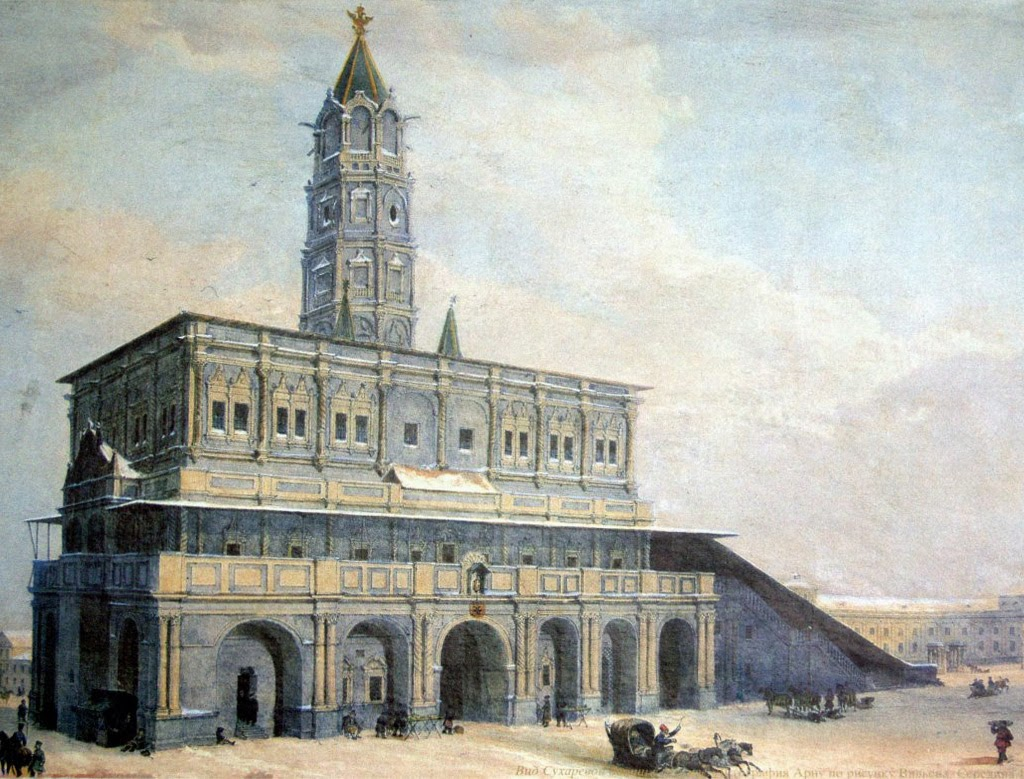
Сухарева башня, картина 1840—1850-х годов

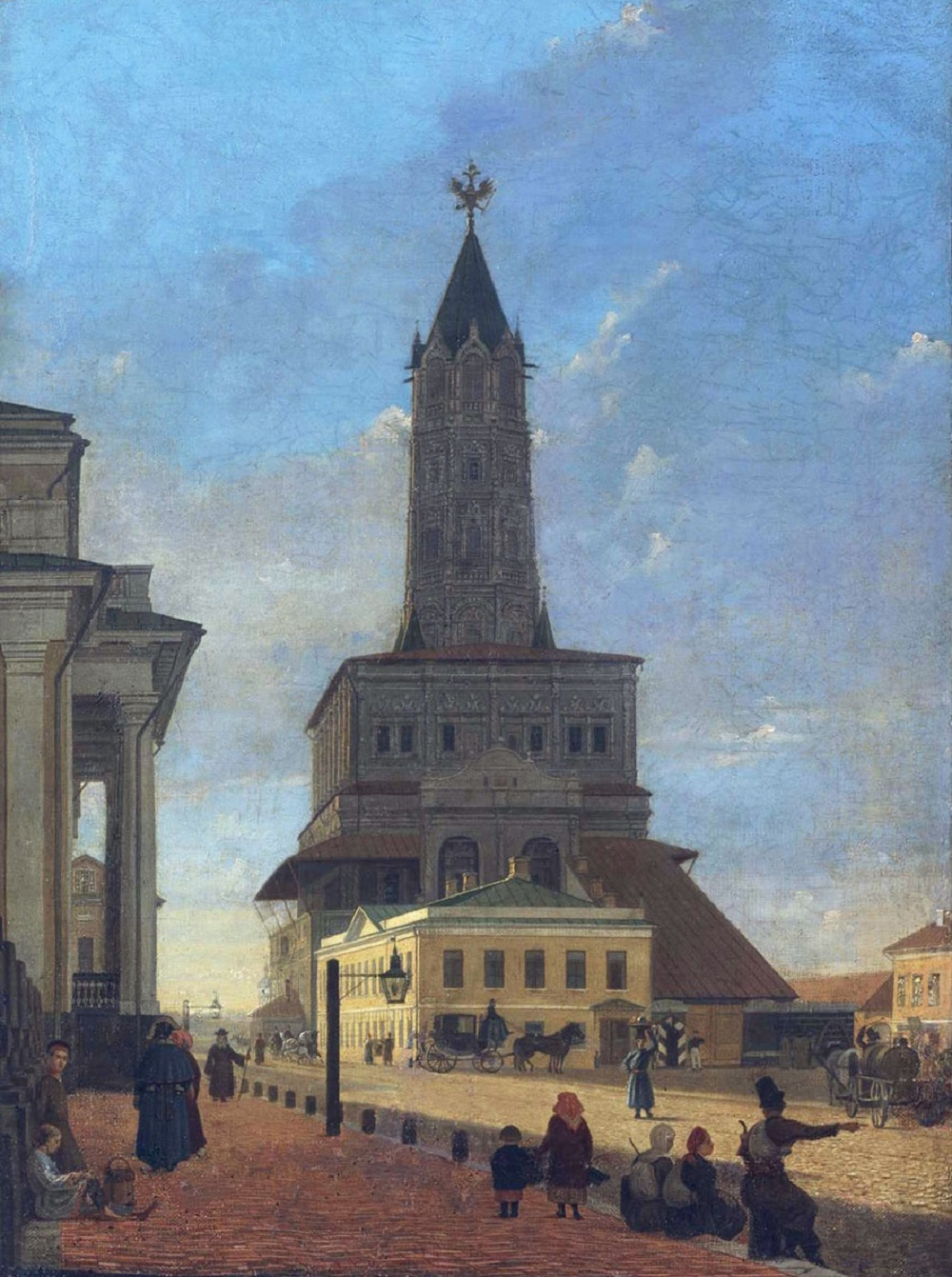
Сухаревская площадь.
Картина К.-Ф. П. Бодри, 1846

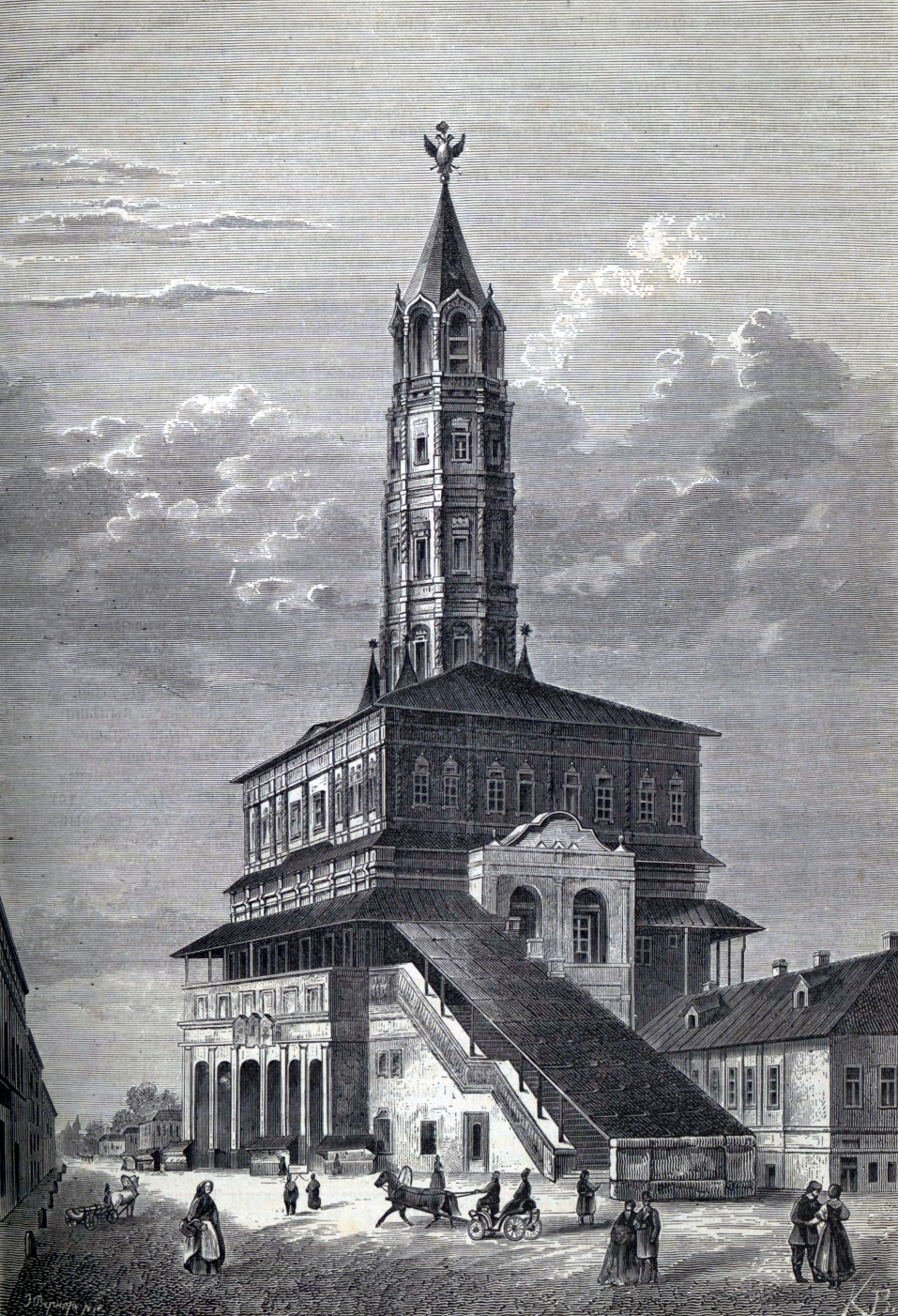
Иллюстрация в журнале «Нива», 1870

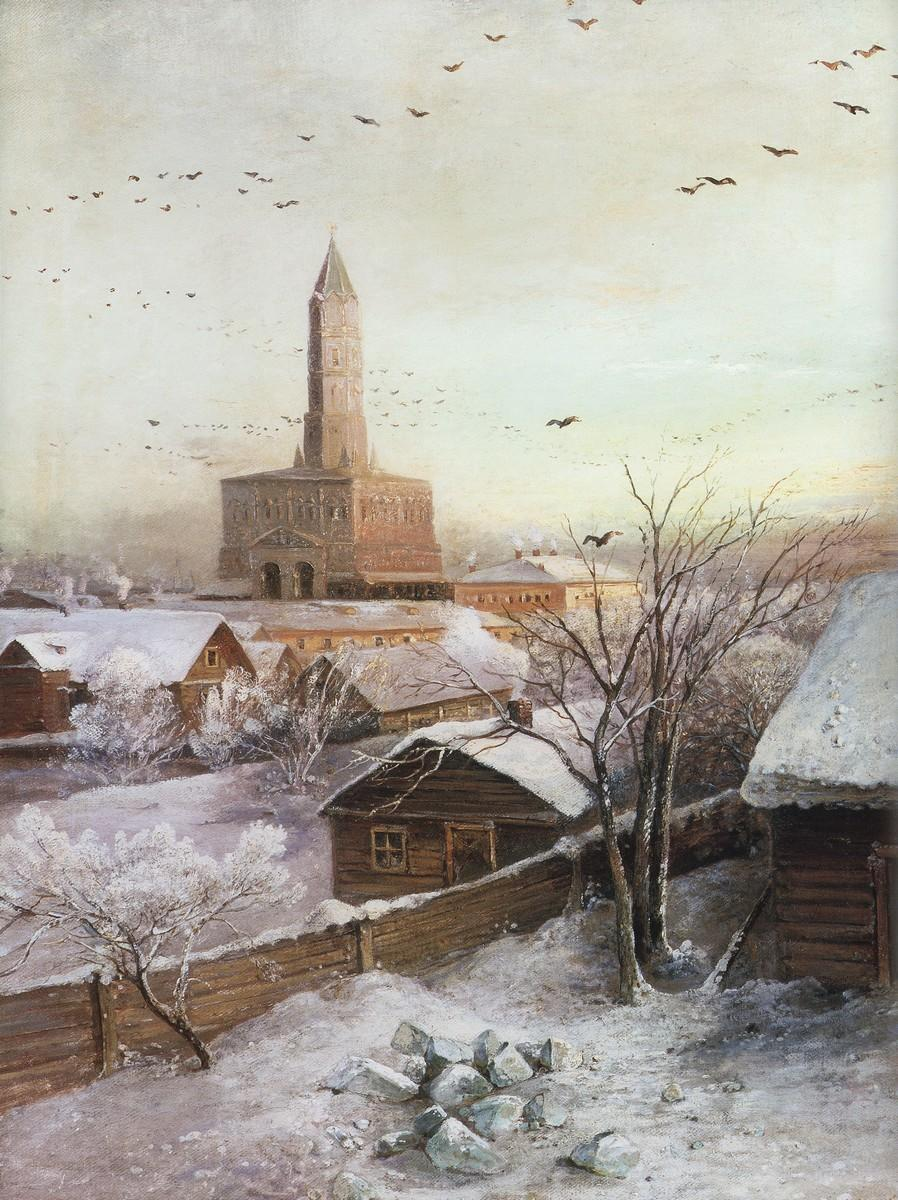
Сухарева башня на картине Саврасова, 1872

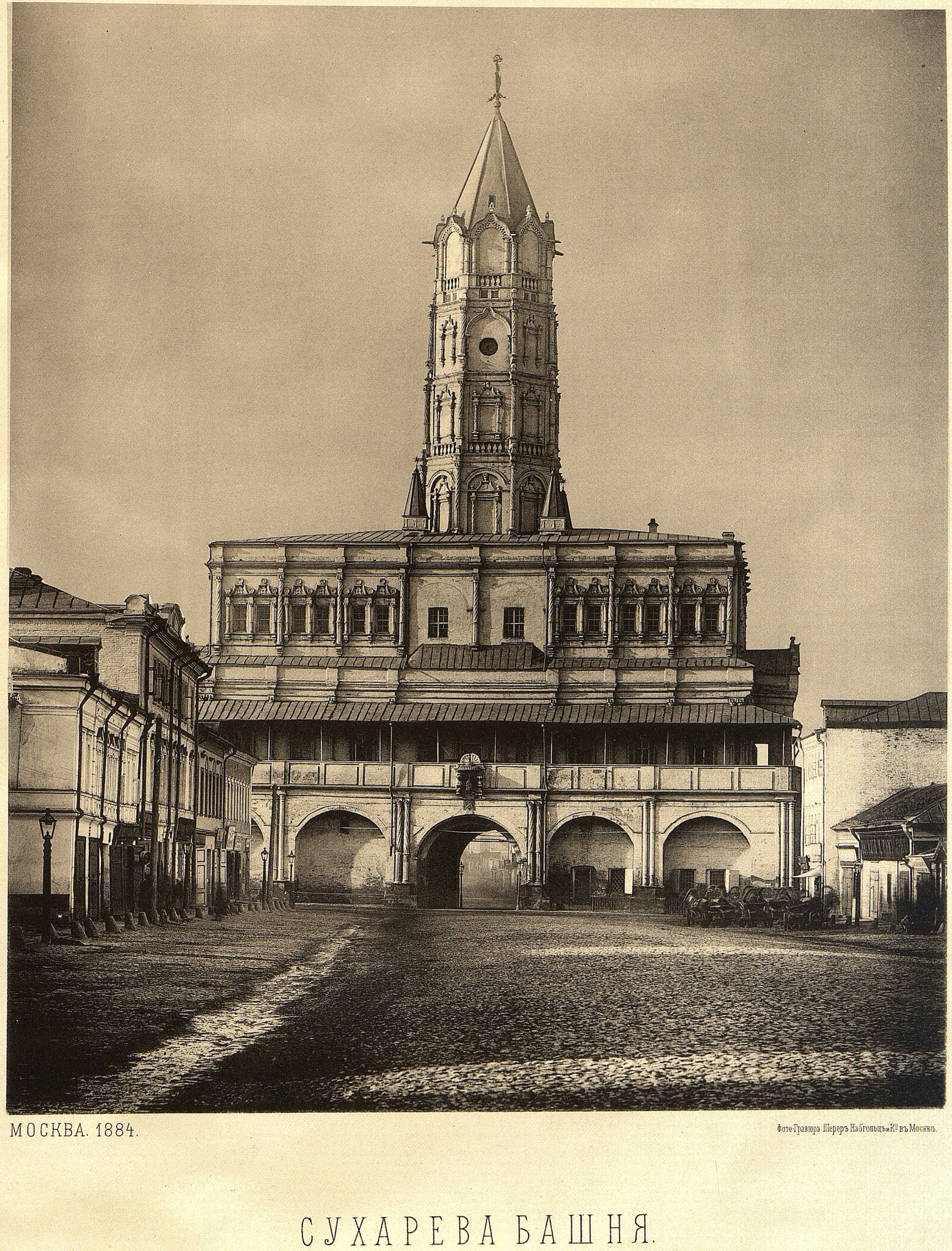
Сухарева башня, 1884 год

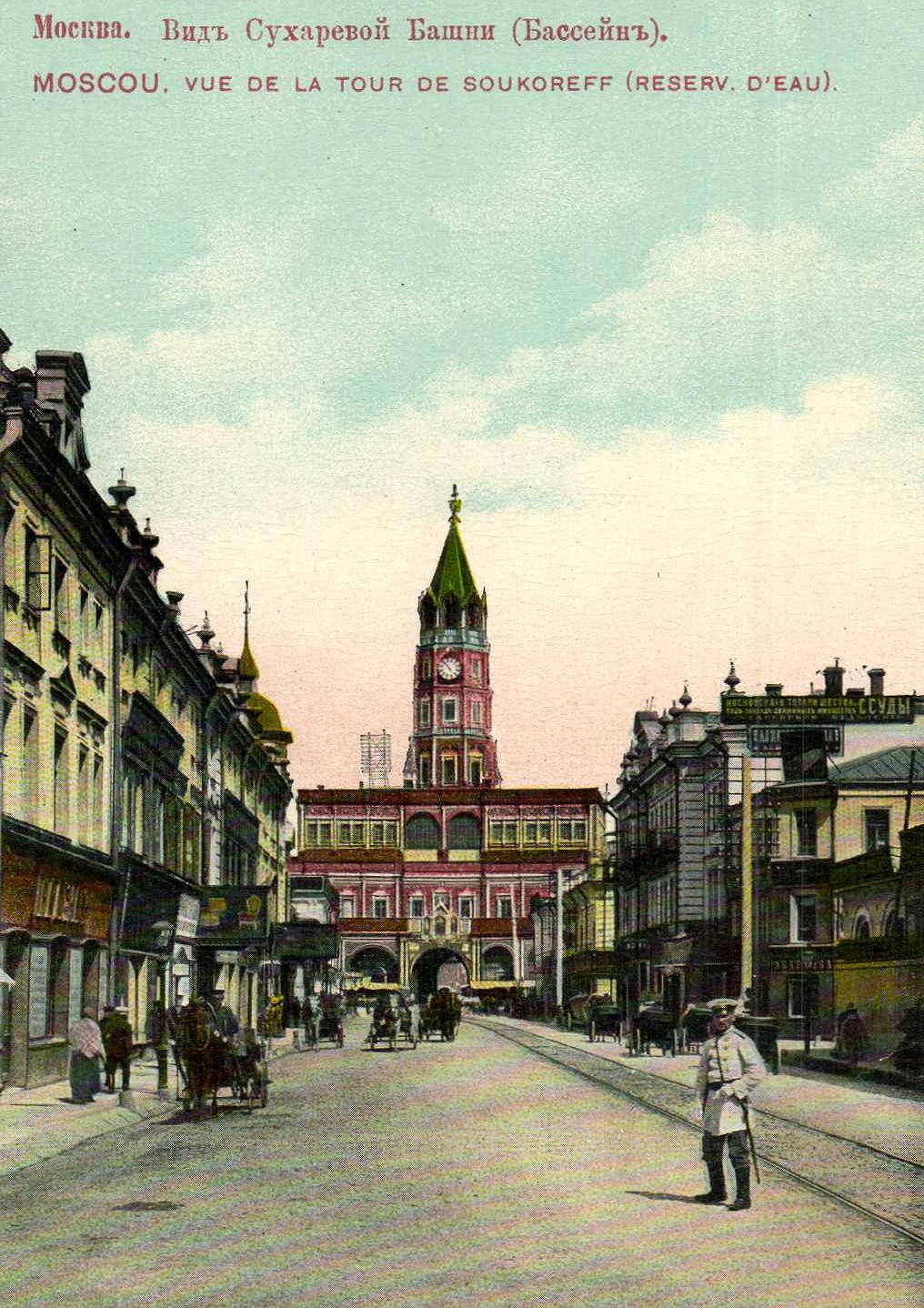
Сухарева башня на открытке конца XIX — начала XX века

В 1701 году третий ярус башни заняла Школа математических и навигацких наук, где всего прошло обучение 500 человек. До 1706 года она находилась в ведении Оружейной палаты, затем перешла под контроль Приказа морского флота и Адмиралтейской канцелярии. Руководителем школы стал учёный Яков Брюс, который на одном из последних этажей башни основал первую в России астрономическую обсерваторию, разместив там телескопы до 20 метров в длину. По легенде, там собиралось тайное «Нептуново общество», возглавлявшееся Францем Лефортом. Также существует предание, что в основании башни была спрятана «чёрная книга» Брюса, способная дать неограниченную власть. Здесь же находились астрономические часы и большая библиотека, а в нижнем ярусе хранился голландский медный глобус семи футов в диаметре — подарок царю Алексею Михайловичу от Генеральных штатов Голландии, перенесённый из колокольни Ивана Великого. Башню отапливали голландские печи, однако они не справлялись с холодом, поэтому в 1706 году ученики обратились к царю с прошением о переводе школы. В 1712 году Сухарева башня загорелась, и Навигационную школу временно разместили в Меншиковой башне. В 1715 году школу перевели в Петербург, а Сухареву башню заняла Адмиралтейская контора, заготовлявшая в Москве продукты и материалы для Балтийского флота. В ней также находилась московская школа под руководством Леонтия Магницкого, несколько лет здесь проработал механик Андрей Нартов. Математические классы закрылись в 1752 году, а арифметическая и географическая школы существовали до 1802 года.
В 1733 году Адмиралтейская контора донесла в Сенат о повреждениях Сухаревой башни. Было сказано о протечках, плесени, обвалах. После этого в рапирном зале разобрали крышу и своды, сделали накатные деревянные потолки. На месте уничтоженного простенка была устроена арка. В 1751 году по приказу архитектора Дмитрия Ухтомского крыша была покрыта черепицей. Однако через шесть лет она частично обвалилась, а под ней опустились деревянные стропила. В 1760 году черепичную крышу заменили железной.
В начале XIX века в башне вновь был проведён ремонт, в результате которого на втором этаже сделали лестницы из белого камня, а из рапирного зала на крышу установили деревянную лестницу. Пожар 1812 года уничтожил вокруг башни ветхие деревянные постройки и архивы Морского ведомства. В том же году у Сухаревой башни был организован воскресный Сухаревский рынок.
В 1829 году в зале второго этажа устроили резервуар Мытищинского водопровода, вмещающий 6500 вёдер воды, которая накачивалась паровыми машинами из Алексеевской водокачки, а затем подавалась в уличные фонтаны и бассейны. Посетивший Москву в конце 1830-х годов маркиз де Кюстин назвал башню одной из лучших достопримечательностей города.
В 1834 году Михаил Лермонтов писал о башне: 

На крутой горе, усыпанной низкими домиками, среди коих изредка лишь проглядывает широкая белая стена какого-нибудь боярского дома, возвышается четвероугольная, сизая, фантастическая громада — Сухарева башня. Она гордо взирает на окрестности, будто знает, что имя Петра начертано на её мшистом челе! Её мрачная физиономия, её гигантские размеры, её решительные формы, всё хранит отпечаток другого века, отпечаток той грозной власти, которой ничто не могло противиться.
В 1859 году башня перешла в управление IV округа путей сообщения, а с 1871 года — в ведение города. В том же году началась её реставрация под руководством архитектора Александра Обера. Были отремонтированы крыши, потолки, облицовка башни. Со стороны Мещанской улицы сделали новые пилястры, карнизы, исправили белокаменные украшения у окон. С устройством в 1892 году Крестовских водонапорных башен вода в Сухареву башню перестала подаваться, а в начале 1900-х годов были разобраны резервуары. Следующий большой ремонт провели в 1897—1899 годах. За этот период были сделаны стоки для дождевой воды, железную крышу столба и четырёх башенок заменили разноцветной черепицей, также установили новые часы.
Перед войной 1914 года в башне находились следующие учреждения: склад Городского архива в западных залах третьего этажа, средний, рапирный зал и второй этаж пустовали из-за разрушений, произведённых при ликвидации резервуаров. В восточной части нижнего этажа с 1899 года стоял электрический трансформатор для освещения часов в Сухаревой башне, а с 1910 года — компрессорная станция. В западной половине находились канцелярия I Мещанского попечительства о бедных, часовня Перервинского монастыря с кельями, контора смотрителя Сухаревой башни. Помещения под наружной лестницей сдавались в аренду для торговли.
После революции 1917 года все учреждения, кроме нижнего этажа, занятого трансформаторами МОГЭС и Горьковской железной дороги, были ликвидированы. В 1918 году с башни сбили русский герб, созданный при Петре I.
3 января 1926 года в башне был открыт Московский коммунальный музей, ранее находившийся в доме № 3 по Театральному проезду. Его директором назначили историка Петра Сытина. Перед этим башню отремонтировали, а также соединили западную половину первого этажа и второй этаж, на котором сделали раздевалку, архив и склад музея. В башне также заложили новые двери и окна. Стены и своды выкрасили клеевой краской, полы покрыли дубовым паркетом. Были отремонтированы кровля и разрушившиеся части украшений фасадов. Взамен голландских печей было устроено водяное отопление. Ремонтные работы проходили под наблюдением инженеров А. Ф. Зябкина и Э. В. Кнорре и архитектора Зиновия Иванова. Реставрация обошлась в 150 тысяч рублей. В том же году специалисты признали Сухареву башню памятником архитектуры.

### Снос башни

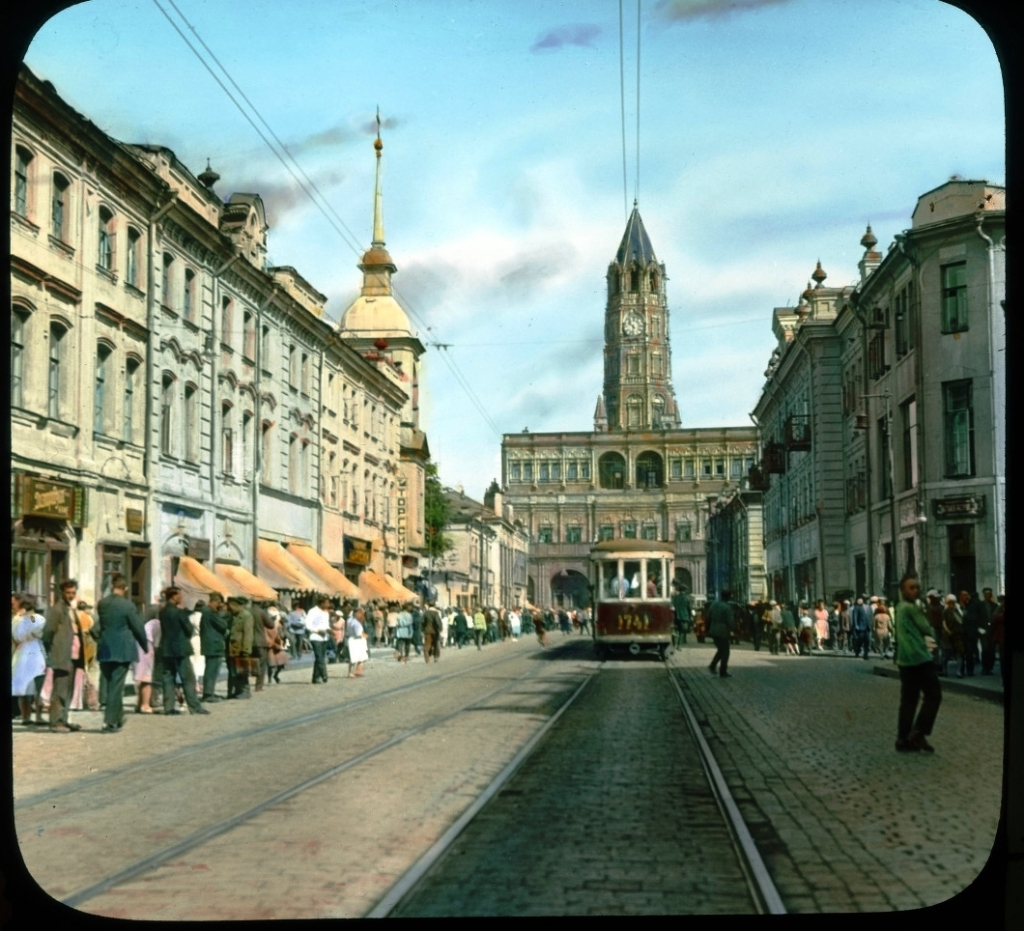
Сухарева башня, 1930 или 1932 год

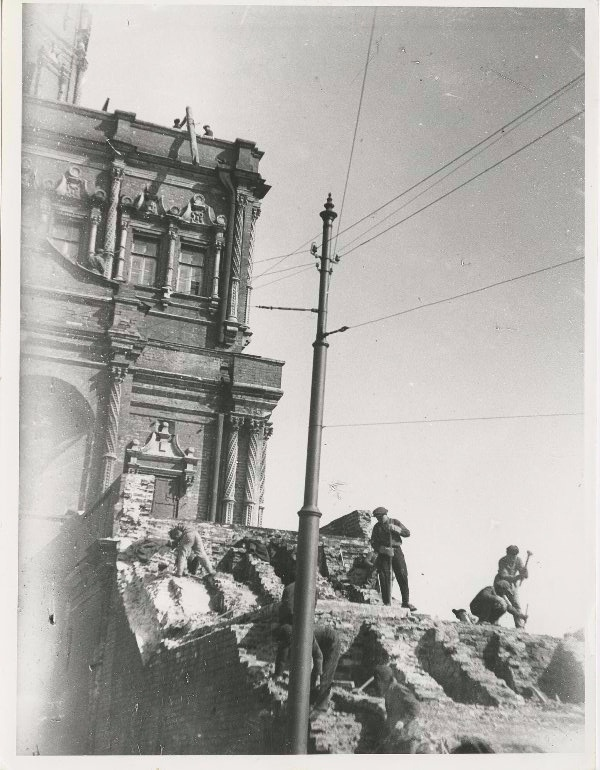
Разборка лестницы Сухаревой башни, 1934 год

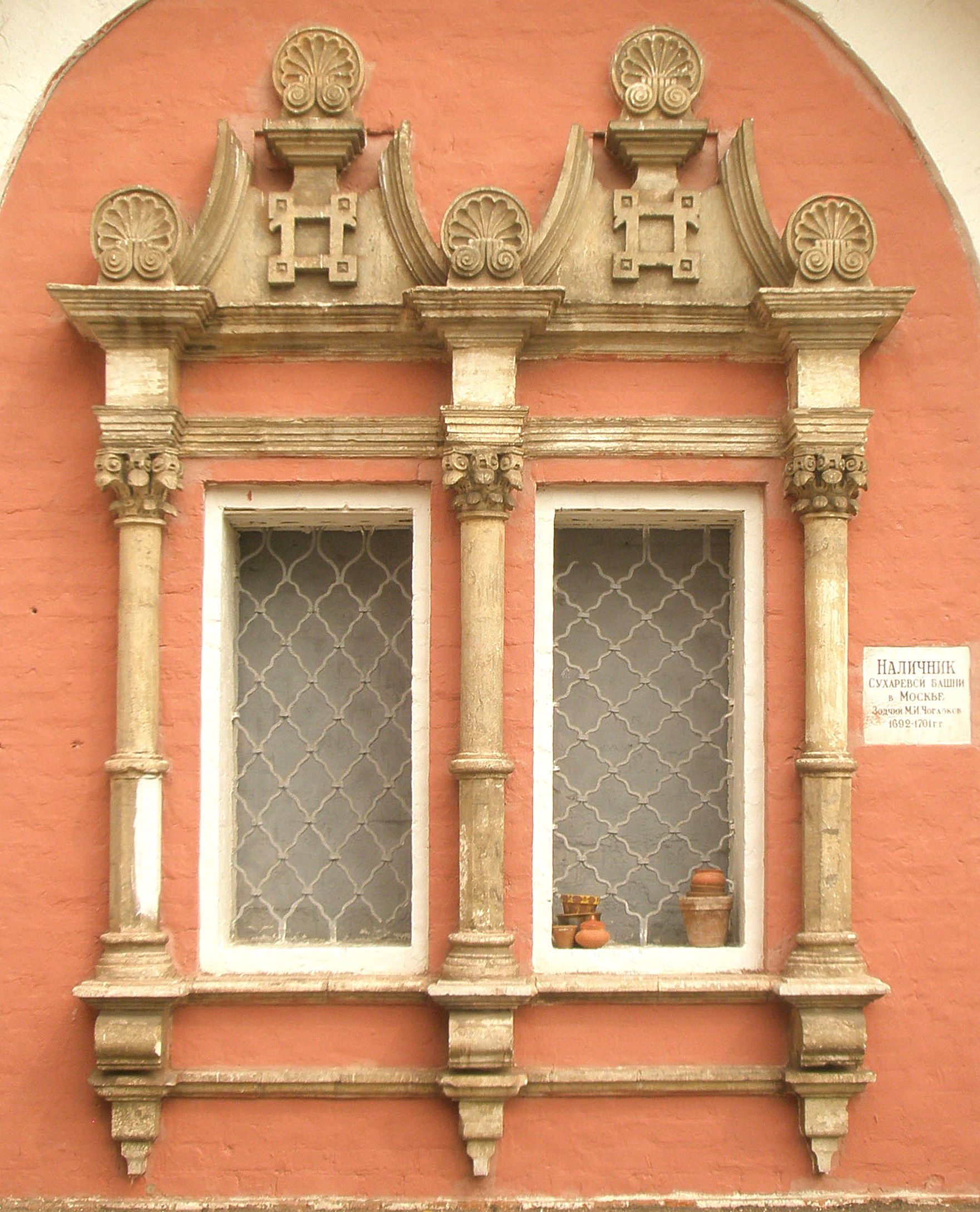
Сдвоенный наличник Сухаревой башни в стене Донского монастыря, 2010 год

В 1931 году был разработан план Генеральной реконструкции Москвы, согласно которому планировалось расширить центральную часть города. Сухарева башня, по мнению советского руководства, мешала развитию транспортной магистрали, поэтому её было решено снести. Газета «Рабочая Москва» 17 августа 1933 года опубликовала заметку «Снос Сухаревой башни», в которой говорилось, что через два дня приступят к сносу башни и к 1 октября очистят Сухаревскую площадь. На защиту башни встали художник и искусствовед Игорь Грабарь, академики архитектуры Иван Фомин и Иван Жолтовский. Они написали Иосифу Сталину и секретарю Московского комитета ВКП(б) Лазарю Кагановичу письмо с объяснением важности сохранения Сухаревой башни:

Сухарева башня есть неувядаемый образец великого строительного искусства, известный всему миру и всюду одинаково высоко ценимый. Несмотря на все новейшие достижения техники, она все ещё не утратила своего громадного показательного и воспитательного значения для строительных кадров. Мы <…> решительно возражаем против уничтожения высокоталантливого произведения искусства, равносильного уничтожению картины Рафаэля. В данном случае дело идёт не о сломке одиозного памятника эпохи феодализма, а о гибели творческой мысли великого мастера.
Авторы письма также предлагали разработать проект реконструкции Сухаревской площади, который позволил бы оставить башню. Вскоре архитектор Иван Фомин представил проект сохранения башни при организации кругового движения по площади, а инженер Владимир Образцов разработал техническое обоснование передвижки башни на случай, если будет признано, что нельзя сохранить её на старом месте.

4 сентября того же года, выступая на совещании московских архитекторов, Каганович обвинил защитников башни в классовой борьбе: 
В архитектуре у нас продолжается ожесточённая классовая борьба… Пример можно взять хотя бы из фактов последних дней — протест группы старых архитекторов против сноса Сухаревой башни… Характерно, что не обходится дело ни с одной завалящей церквушкой, чтобы не был написан протест по этому поводу. Ясно, что все эти протесты вызваны не заботой об охране памятников старины, а политическими мотивами — в попытках обвинить советскую власть в вандализме.
18 сентября 1933 года из Сочи Иосиф Сталин и Климент Ворошилов направили Кагановичу телеграмму с поддержкой решения снести башню:

Мы изучили вопрос о Сухаревой башне и пришли к выводу, что её надо обязательно снести. Предлагаем снести Сухареву башню и расширить движение. Архитекторы, возражающие против сноса, — слепы и бесперспективны.
20 сентября в ответном письме Сталину Каганович просил разрешения повременить со сносом башни в связи с обещанием, данным архитекторам. Он писал: «Я не обещал, что мы уже отказываемся от ломки, … Если Вы считаете, что не надо ждать, то я, конечно, организую дело быстрее, то есть сейчас, не дожидаясь их проекта».
В 1934 году с целью сохранить башню академик Владимир Николаевич Образцов предложил переместить её с тесного перекрёстка Садового кольца со Сретенкой.
Несмотря на протесты, 16 марта 1934 года Центральный комитет ВКП(б) одобрил предложение Московского комитета партии о сносе Сухаревой башни. В том же году Московский коммунальный музей был переведён в церковь Иоанна Богослова под Вязом на Новой площади. Вечером 13 апреля 1934 года бригады «Мосразбортреста» начали разрушение Сухаревой башни. Через шесть дней были разобраны шесть метров башни, а 29 апреля завершили разбор её верхней части.
17 апреля была предпринята ещё одна попытка обратиться к Сталину с коллективным письмом, которое подписали деятель искусств Константин Юон, академик Алексей Щусев, Абрам Эфрос и авторы первого письма — Грабарь, Жолтовский, Фомин и другие. Они писали: «Неожиданно (после того, как вопрос был, казалось, улажен) начали разрушать Сухаревскую башню. Уже снят шпиль; уже сбивают балюстрады наружных лестниц. Значение этого памятника, редчайшего образца петровской архитектуры, великолепной достопримечательности исторической Москвы, бесспорно и огромно. Сносят его ради упорядочения уличного движения <…> Настоятельно просим Вас срочно вмешаться в это дело, приостановить разрушение Башни и предложить собрать сейчас же совещание архитекторов, художников и искусствоведов, чтобы рассмотреть другие варианты перепланировки этого участка Москвы, которые удовлетворят потребности растущего уличного движения, но и сберегут замечательный памятник архитектуры». Но Сталин ответил авторам 22 апреля: «Решение о разрушении башни было принято в своё время Правительством. Лично считаю это решение правильным, полагая, что советские люди сумеют создать более величественные и достопамятные образцы архитектурного творчества, чем Сухарева башня, жаль, что, несмотря на все мое уважение к вам, не имею возможность в данном случае оказать вам услугу».
Журналист Владимир Гиляровский писал дочери:
Её ломают. Первым делом с неё сняли часы и воспользуются ими для какой-нибудь другой башни, а потом обломали крыльцо, свалили шпиль, разобрали по кирпичам верхние этажи и не сегодня-завтра доломают её стройную розовую фигуру. Всё ещё розовую, как она была! Вчера был солнечный вечер, яркий закат со стороны Триумфальных ворот золотил Садовую снизу и рассыпался в умирающих останках заревом.
Жуткое что-то! Багровая, красная,

Солнца закатным лучом освещённая,

В груду развалин живых превращённая,

Всё ещё вижу её я вчерашнею —

Гордой красавицей, розовой башнею…
Очевидец сноса, художница Нина Ефимова записывала в дневнике:
Сегодня, семнадцатого апреля, нет уже наружной гигантской лестницы и сверху летят кирпичины. Белые, витые колонки из белого камня — в отдельной груде, разбитые. Разрушение идёт необычайно быстро… Можно заболеть от мысли, что впереди нас никто Сухаревскую башню не увидит.
11 июня 1934 года работы по сносу Сухаревой башни были завершены. Архитекторам удалось сохранить наличник одного из сдвоенных окон третьего этажа. Его вмуровали в аркаду стены Донского монастыря. Также уцелели башенные часы, белокаменные детали декора, орёл с Сухаревой башни, которые в настоящее время установлены в усадьбе Коломенское. Целые кирпичи были использованы для мощения городских улиц.
После сноса башни по предложению Кагановича Сухаревскую площадь переименовали в Колхозную. В сентябре 1989 года в журнале «Известия ЦК КПСС» была опубликована статья о Сухаревой башне. В ответ Каганович, которому было более 90 лет, отправил в редакцию письмо с утверждением, что башню снесли из-за ветхости и гибели возле неё людей.

## Архитектура
Сухарева башня была выполнена в нарышкинском стиле. Сделанная из красного кирпича с элементами из белого камня, она сочетала ломбардские и готические элементы. В народе башню прозвали невестой колокольни Ивана Великого. Высота башни достигала 64 метров, в России это было первое масштабное гражданское сооружение. По описанию историка Ивана Снегирёва, она была украшена фризами, раковинами, балюстрадами и другими орнаментами.
Часы на башне установили при Петре I. С конца XVIII века до конца XIX их не было на башне по неизвестной причине. В 1899 году часы вновь установили на башне, для них сделали специальные отверстия на четвёртом ярусе. В том же году на башню было подвешено девять колоколов, главный из которых отбивал часы, а остальные играли мелодию каждые четверть часа, полчаса и час.
До 1919 года на шатре башни располагался двуглавый орёл. Он был украшен короной и держал в когтях скипетр и державу, а его лапы окружали стрелы. По легенде, в 1812 году до вступления войск Наполеона в Москву ястреб запутался в крыльях герба, что якобы предзнаменовало бегство французов из Москвы.

Сохранившиеся элементы на экспозиции в Коломенском, 2015 год
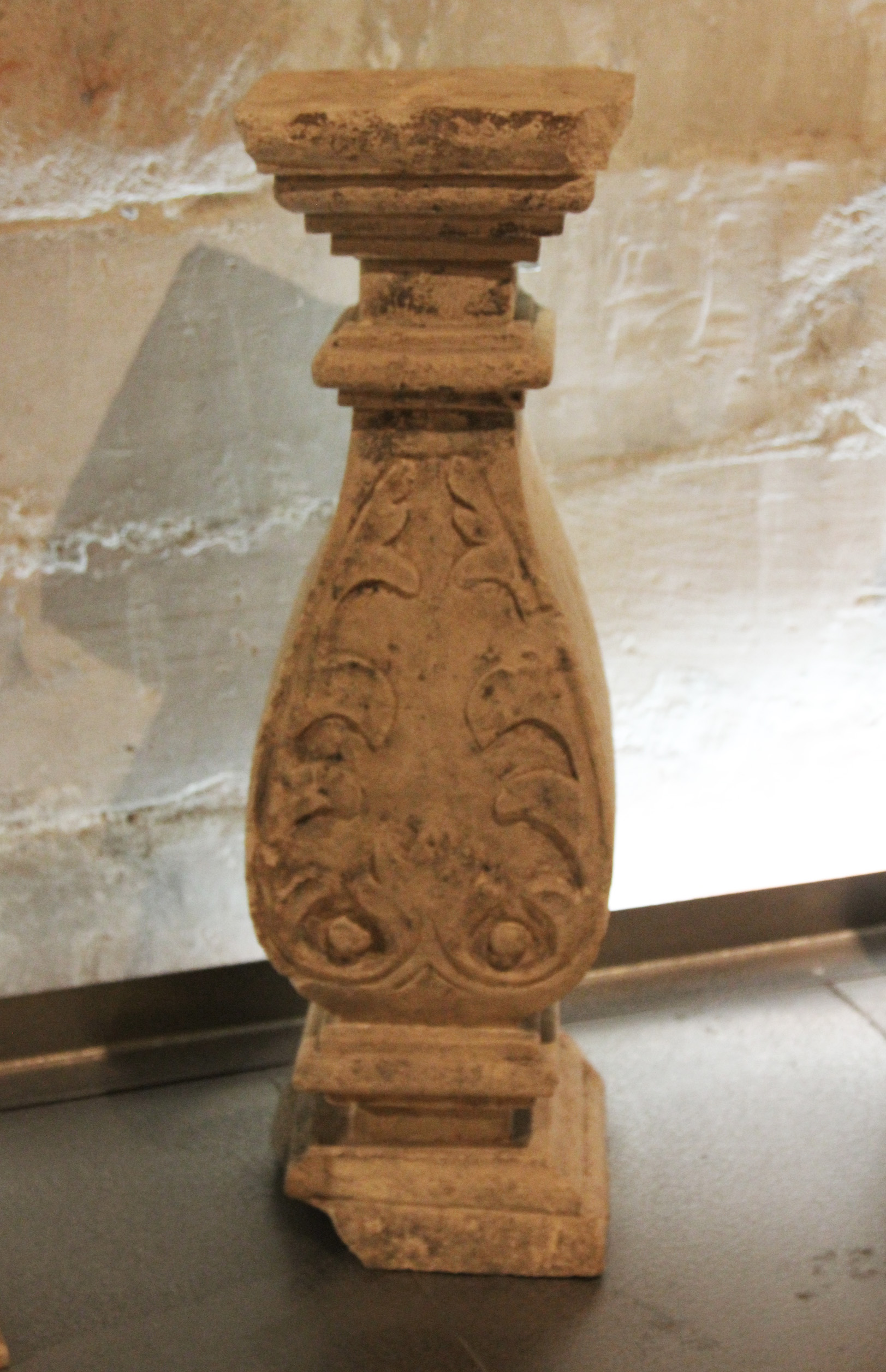
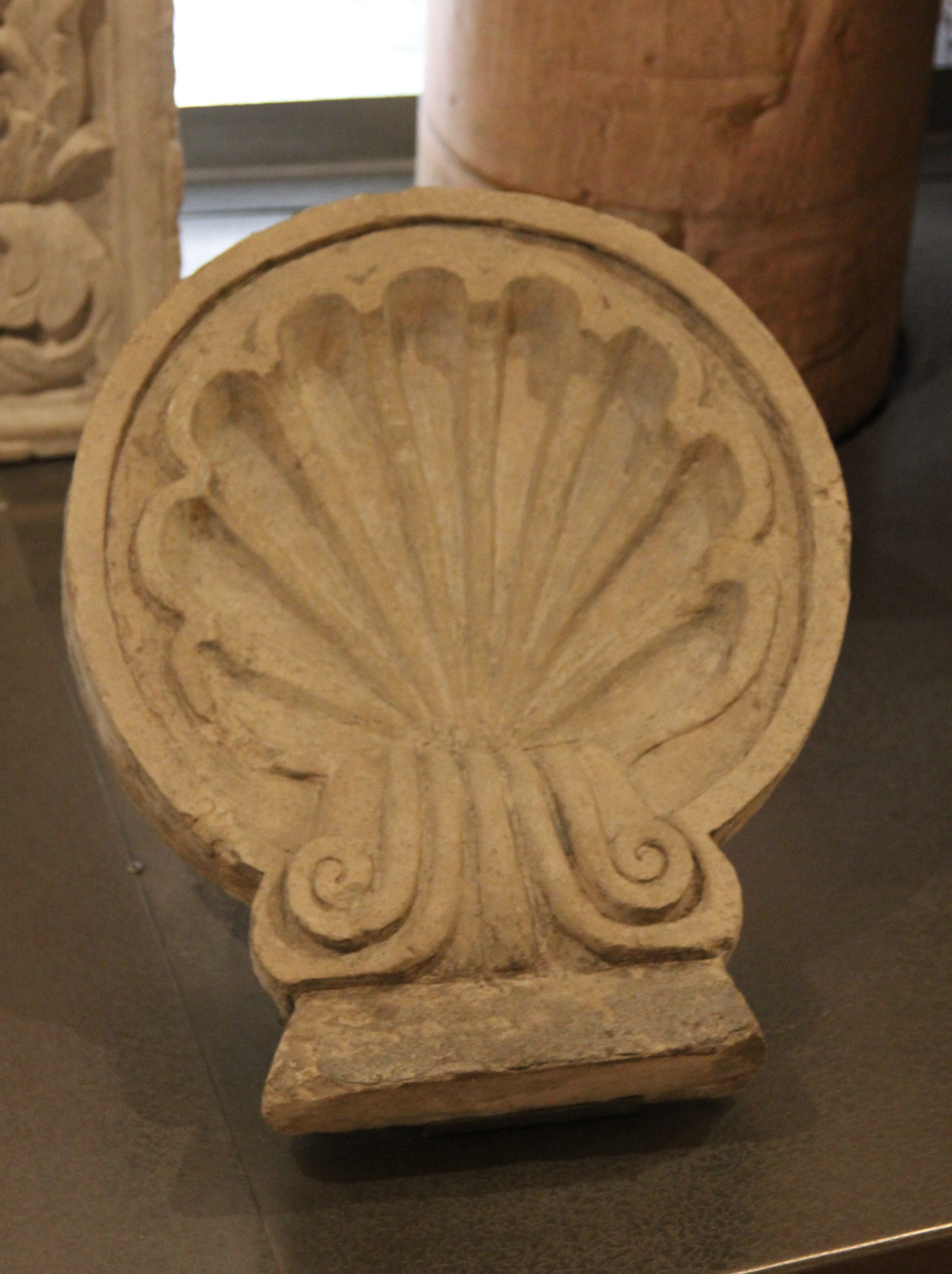
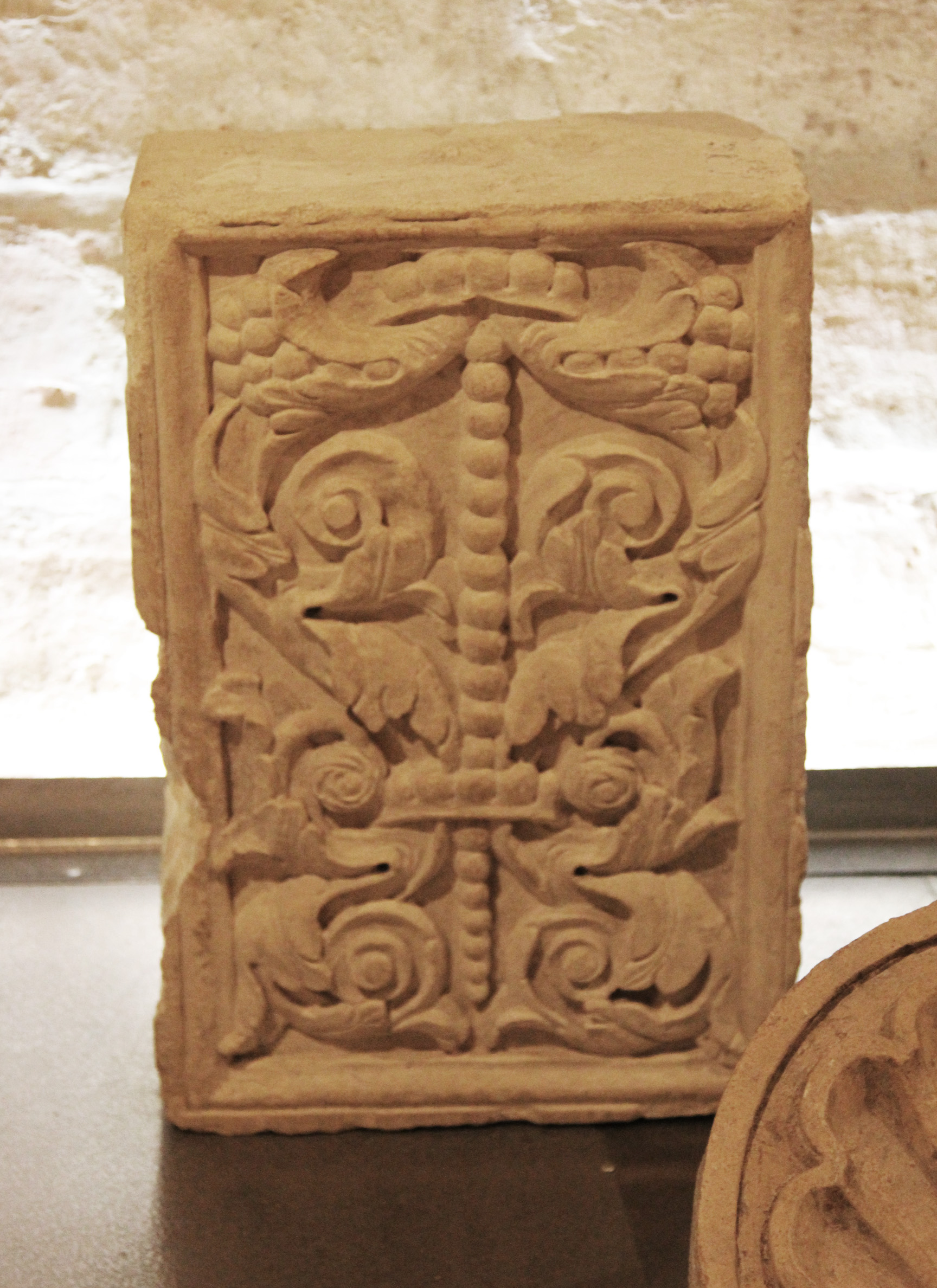

## Возможное восстановление
Впервые восстановить Сухареву башню было предложено главным архитектором Москвы Михаилом Посохиным на президиуме Центрального совета Всероссийского общества охраны памятников истории и культуры в июне 1978 года.
В мае 1980 года Пётр Барановский, Олег Волков, Илья Глазунов, Леонид Леонов, Дмитрий Лихачёв, Борис Рыбаков написали коллективное письмо «Восстановить Сухареву башню», опубликованное в «Литературной газете». Владимир Промыслов, председатель Мосгорисполкома, ответил, что вопрос будет рассмотрен.
В 1986 году инженер П. М. Мягков и архитектор П. Н. Рагулин разработали проект воссоздания башни напротив Института имени Склифосовского. В том же году Главное архитектурно-планировочное управление и Союз архитекторов объявили конкурс на проект восстановления Сухаревской площади и Сухаревой башни. Жюри выбрало проект бригады Московского архитектурного института под руководством профессора Николая Оболенского. Было предложено установить Сухареву башню на прежнем месте и проложить туннель по обе стороны фундаментов. Писатель Юрий Нагибин, входивший в состав жюри, вспоминал:
Всё вроде правильно. Да кроме одного: приступить к строительству башни можно будет не раньше чем через четверть века. Именно такое время нужно, чтобы решить транспортные проблемы на перекрёстке…
В 1996 году на Сухаревской площади установили памятную стелу. Через десять лет при строительстве подземного перехода на Садовом кольце под Сухаревской площадью был найден фундамент Сухаревой башни. В настоящее время он законсервирован.
В 2016 году были предложены проекты возведения башни в Мещанском районе. По мнению архитекторов Андрея Георгиевича Савина и Виктора Александровича Сластухина, это помогло бы решить проблему транспортной развязки между кольцом и проспектом Мира. Башню они планируют сделать частью моста, где будут проходить шесть из двенадцати полос Садового кольца. Однако многие считают, что башню нужно возводить только на родном фундаменте.
В 2017 году инициативная группа, много лет работающая на базе музея «Садовое кольцо», проведя большую исследовательскую и просветительскую работу, предложила остановиться на компромиссном варианте: восстановить Сухареву башню в режиме исторической реставрации рядом в части сквера, в проекте предусмотреть возможность перемещения башни на историческое место в будущем, когда для этого будут благоприятные условия. Башню использовать как туристический, музейный и клубный центр. Этот вариант получил письменную поддержку Союзов архитекторов России и Москвы, Союзов краеведов России и Москвы, Всероссийского общества охраны памятников истории и культуры, Государственного исторического музея, Музея архитектуры им. Щусева, Музея Москвы и других организаций.

## В культуре
- Лажечников И. И. ввёл Сухареву башню в название неоконченного романа, посвященного Я. В. Брюсу «Колдун на Сухаревой башне» (1840).
- Сухарева башня упоминается в повести Геннадия Русского «Чёрная книга. Московская легенда» (1976).
- Сухарева башня упоминается в романе Нины Соротокиной «Трое из навигацкой школы» (1990).
- Сухарева башня фигурирует в российском мультфильме Сергея Серёгина «Чародей равновесия. Тайна Сухаревой башни» (2015), а также в предшествующем ему мультсериале «Тайна Сухаревой башни» (2010).
- Башня упоминается в стихотворении Владимира Маяковского «Сказка о Пете, толстом ребёнке, и о Симе, который тонкий»: Петя мчит, как мяч футбольный. Долетел, от шишек страшный, аж до Сухаревой башни.Башня упоминается в стихотворении Владимира Маяковского «Газетный день»:

Как будто весь народ, который не поместился под башню Сухареву, - пришёл торговаться в редакционные коридоры.
- Сухарева башня показана в игре «Казаки: Снова война». Она используется в качестве здания академии при игре за Россию.
- Амелин М. А. «Весёлая наука, или подлинная повесть о знаменитом Брюсе, пересказанная стихами со слов очевидцев» (2018).
- Панов В. Ю. ввёл историю сноса Сухаревой башни в свой цикл Тайный город, но создал собственную версию причин сноса в угоду сюжета.